# Емансипація
Емансипа́ція (лат. emancipatio) — звільнення від якої-небудь залежності, скасування якихось обмежень, зрівняння у правах.
Це слово походить від латинського дієслова emancipare — звільняти дитину від батьківської влади або, в ширшому значенні, відмовлятися від яких-небудь повноважень або права власності, до того ж формально ці повноваження і права не зникали, а передавалися іншій особі, і той, хто «емансипується» таким чином знаходив не свободу, а нового володаря. Подібна дія — відмова від своїх повноважень і передавання їх іншій особі — було юридичним актом, зафіксованим ще в законах Дванадцяти Таблиць. Потім, наприкінці XIX — початку ХХ століть під дитячою емансипацією стали розуміти звільнення дітей бідноти від надважкої — нарівні з дорослими — праці.
В широкому значенні — це будь-які зусилля, спрямовані на забезпечення економічних та соціальних прав, політичних прав або рівності, часто для конкретно незахищених груп або, загалом, при обговоренні таких питань. Емансипація випливає з латинського вислову æx manus capere («відривати від руки»).

## Види емансипації
Емансипація жінок — це надання жінкам рівноправності в суспільному, трудовому та сімейному житті. Рівноправність припускає право жінок на освіту, право обирати і бути обраною до державних органів влади, право на працю і рівну зарплату.
Більше про емансипацію жінок читайте у статті Фемінізм
Емансипація чоловіків — це процес остаточного звільнення чоловіків від надлишкового обсягу загальних обов'язків (через відсутність надлишкового обсягу загальних прав), тобто процес досягнення, завершення боротьби за остаточну рівність статей, а також надання чоловікам рівних з жінками прав на споконвічно жіночих територіях, наприклад, у відношенні виховання дітей чи догляду та опіки над ними.
Емансипація підлітків — оголошення їх повністю дієздатними внаслідок рішення опікунського органу та опікуна, або суду після досягнення повноліття. Оголошення підлітків повністю дієздатними відбувається також при вступі неповнолітніх в шлюб, при цьому при розірванні шлюбу повна дієздатність зберігається. Однак при визнанні шлюбу недійсним суд може ухвалити рішення про втрату неповнолітніми повної дієздатності з моменту, що визначається судом. Вступ до шлюбу не є підставою для того, щоб вважати особу емансипованою.